# ويليام أ. ماير
ويليام أ. ماير (بالإنجليزية: William A. Mayer)‏ هو شخصية أعمال أمريكي، ولد في 1922 في شيكاغو في الولايات المتحدة، وتوفي في 2 نوفمبر 1994.